# Adoretus irakanus
Adoretus irakanus är en skalbaggsart som beskrevs av Ohaus 1928. Adoretus irakanus ingår i släktet Adoretus och familjen Rutelidae. Inga underarter finns listade i Catalogue of Life.